# Liste des programmes originaux d'Apple TV+

Logo d'Apple TV+.

Cet article présente la liste des Apple Originals, soit les programmes originaux d'Apple TV+, déjà diffusés, en cours ou à venir.
En juin 2017, Apple a nommé Jamie Erlicht et Zack Van Amburg à la tête de leur nouvelle unité vidéo mondiale. En novembre, Apple a confirmé qu'elle se lançait dans la programmation de scénarios originaux en annonçant des commandes directes pour deux émissions de télévision : une série dramatique mettant en vedette Jennifer Aniston et Reese Witherspoon (The Morning Show), et un redémarrage de la série d'anthologie Amazing Stories de Steven Spielberg.
Le 25 mars 2019, Apple a annoncé son service de streaming sous le nom d'Apple TV+, ainsi que la liste de ses premiers programmes originaux, appelés tous simplement les "Apple Originals". Le service est disponible via l'application TV d'Apple depuis le 1er novembre 2019 dans plus de 100 pays, dont la France.

## Programmation originale
NC signifie Non Communiqué  
Les titres indiqués sont ceux de la version française, les titres québécois peuvent être différents.
Par défaut tous les programmes sont disponibles en France sauf indication contraire ; dans ce sens, la section sur la chronologie des médias ne s'applique que pour la France.

### Séries

#### Drames
| Titre                              | Genre                            | Première          | Saison(s) disponible(s) | Durée           | Âge            | Statut                                        |
| Sortis en 2019                     | Sortis en 2019                   | Sortis en 2019    | Sortis en 2019          | Sortis en 2019  | Sortis en 2019 | Sortis en 2019                                |
| ---------------------------------- | -------------------------------- | ----------------- | ----------------------- | --------------- | -------------- | --------------------------------------------- |
| For All Mankind                    | Uchronie / science-fiction       | 1er novembre 2019 | 3 saisons, 30 épisodes  | 48 à 76 minutes | - 12           | Quatrième saison à partir du 10 novembre 2023 |
| See                                | Science-fiction / Dystopie       | 1er novembre 2019 | 3 saisons, 24 épisodes  | 49 à 62 minutes | - 12           | Série terminée                                |
| The Morning Show                   | Actualité / #MeToo               | 1er novembre 2019 | 3 saisons, 30 épisodes  | 51-65 minutes   | - 12           | Renouvelée pour une quatrième saison          |
| Servant                            | Thriller psychologique           | 28 novembre 2019  | 4 saisons, 40 épisodes  | 24 à 36 minutes | - 16           | Série terminée                                |
| Truth Be Told                      | Drame juridique                  | 6 décembre 2019   | 3 saisons, 28 épisodes  | 39 à 50 minutes | - 12           | Série terminée                                |
| Sortis en 2020                     |                                  |                   |                         |                 |                |                                               |
| Histoires Fantastiques             | Aventure / Anthologie            | 6 mars 2020       | 1 saison, 5 épisodes    | 50 minutes      | Tout public    | Mini-série terminée                           |
| Home Before Dark                   | Drame mystère                    | 3 avril 2020      | 2 saisons, 20 épisodes  | 50 minutes      | - 12           | Série terminée                                |
| Défendre Jacob                     | Drame juridique                  | 24 avril 2020     | 1 saison, 8 épisodes    | 45 - 65 minutes | - 12           | Mini-série terminée                           |
| Her Voice                          | Comédie dramatique               | 10 juillet 2020   | 1 saison, 9 épisodes    | 30 minutes      | Tout public    | Série annulée                                 |
| Téhéran                            | Espionnage / Thriller            | 25 septembre 2020 | 2 saisons, 16 épisodes  | 45 minutes      | - 16           | Renouvelée pour une troisième saison          |
| Sortis en 2021                     |                                  |                   |                         |                 |                |                                               |
| Losing Alice                       | Thriller psychologique           | 22 janvier 2021   | 1 saison, 8 épisodes    | 45 minutes      | - 16           | Mini-séries terminées                         |
| Calls                              | Thriller audio                   | 19 mars 2021      | 1 saison, 9 épisodes    | 15 minutes      | - 12           | Mini-séries terminées                         |
| The Mosquito Coast                 | Action                           | 30 avril 2021     | 2 saisons, 20 épisodes  | 40 - 60 minutes | - 12           | Série annulée                                 |
| Histoire de Lisey                  | Thriller / Fantastique           | 4 juin 2021       | 1 saison, 8 épisodes    | 50 minutes      | - 16           | Mini-série terminée                           |
| Foundation                         | Science fiction / Aventure       | 24 septembre 2021 | 1 saison, 10 épisodes   | 45 - 70 minutes | - 12           | Seconde saison disponible été 2023            |
| Invasion                           | Science fiction / Action         | 22 octobre 2021   | 1 saison, 10 épisodes   | 35 - 60 minutes | - 12           | Renouvelée pour une seconde saison            |
| Swagger                            | Kevin Durant / NBA               | 29 octobre 2021   | 1 saison, 10 épisodes   | 55 minutes      | - 10           | Saison 2 à partir de juin 2023                |
| Dr. Brain                          | Thriller / Science fiction       | 4 novembre 2021   | 1 saison, 6 épisodes    | 60 minutes      | - 16           | Renouvelée pour une seconde saison            |
| The Shrink Next Door               | Psychologie / Comédie dramatique | 12 novembre 2021  | 1 saison, 8 épisodes    | 35 - 50 minutes | - 10           | Mini-série terminée                           |
| Sortis en 2022                     |                                  |                   |                         |                 |                |                                               |
| Suspicion                          | Thriller politique               | 4 février 2022    | 1 saison, 8 épisodes    | 45 minutes      | - 12           | En attente                                    |
| Severance                          | Thriller / Monde du travail      | 18 février 2022   | 1 saison, 9 épisodes    | 60 minutes      | - 12           | Renouvelée pour une seconde saison            |
| Les derniers jours de Ptolemy Grey | Drame                            | 11 mars 2022      | 1 saison, 6 épisodes    | 50 minutes      | - 12           | Mini-séries terminées                         |
| WeCrashed                          | Entreprise / WeWork              | 18 mars 2022      | 1 saison, 8 épisodes    | 60 minutes      | - 12           | Mini-séries terminées                         |
| Pachinko                           | Drame                            | 25 mars 2022      | 1 saison, 8 épisodes    | 55 minutes      | - 12           | Renouvelée pour une seconde saison            |
| Slow Horses                        | Drame / Espionnage               | 1er avril 2022    | 3 saisons, 22 épisodes  | 55 minutes      | - 16           | Renouvelée pour une saisons 3 et 4            |
| Roar                               | Comédie dramatique / Anthologie  | 15 avril 2022     | 1 saison, 8 épisodes    | 30 minutes      | - 16           | En attente                                    |
| Shining Girls                      | Thriller                         | 29 avril 2022     | 1 saison, 8 épisodes    | 60 minutes      | - 12           | En attente                                    |
| The Essex Serpent                  | Drame / Fantasy                  | 13 mai 2022       | 1 saison, 6 épisodes    | 60 minutes      | - 16           | Mini-série terminée                           |
| Now and Then                       | Thriller / Suspense              | 20 mai 2022       | 1 saison, 8 épisodes    | 50 minutes      | - 16           | En attente                                    |
| Black Bird                         | Action                           | 8 juillet 2022    | 1 saison, 6 épisodes    | 60 minutes      | - 16           | Mini-série terminée                           |
| Surface                            | Thriller psychologique           | 29 juillet 2022   | 1 saison, 8 épisodes    | 50 minutes      | - 16           | Renouvelée pour une seconde saison            |
| Five Days At Memorial              | Médical / ouragan Katrina        | 12 août 2022      | 1 saison, 8 épisodes    | 60 minutes      | - 12           | Mini-série terminée                           |
| Bad Sisters                        | Comédie dramatique               | 19 août 2022      | 1 saison, 10 épisodes   | 50 minutes      | - 16           | Renouvelée pour une seconde saison            |
| Shantaram (roman)                  | Drame                            | 14 octobre 2022   | 1 saison, 12 épisodes   | 50 minutes      | - 16           | Série annulée                                 |
| Echo 3                             | Thriller                         | 23 novembre 2022  | 1 saison, 10 épisodes   | 60 minutes      | - 12           | En attente                                    |
| Sorti en 2023                      |                                  |                   |                         |                 |                |                                               |
| N'oublie pas de vivre              | Drame                            | 3 février 2023    | 1 saison, 10 épisodes   | NC              | - 12           | Série annulée                                 |
| Hello Tomorrow !                   | Thriller                         | 17 février 2023   | 1 saison, 10 épisodes   | 30 minutes      | - 12           | En attente                                    |
| Liaison                            | Drame / Thriller                 | 24 février 2023   | 1 saison, 6 épisodes    | NC              | - 12           | En attente                                    |
| Extrapolations                     | Drame / Anthologie               | 17 mars 2023      | 1 saison, 8 épisodes    | NC              | NC             | Mini-série                                    |
| The Last Thing He Told Me          | Drame / Thriller                 | 14 avril 2023     | 1 saison, 7 épisodes    | NC              | NC             | Mini-série                                    |
| Silo                               | Science fiction / Dystopie       | 5 mai 2023        | 1 saison, 10 épisodes   | 43 - 62 minutes |                | Renouvelée pour une seconde saison            |
| City on Fire                       | Drame                            | 12 mai 2023       | 1 saison, 8 épisodes    | NC              | NC             | Série annulée                                 |
| The Crowded Room                   | Thriller psychologique           | 9 juin 2023       | 1 saison, 10 épisodes   | 38 – 56 minutes | NC             | En attente                                    |
| Hijack                             | Thriller                         | 28 juin 2023      | 1 saison, 7 épisodes    | 44 – 48 minutes | NC             | En attente                                    |
| The Changeling                     | Thriller / Horreur               | 8 septembre 2023  | 1 saison, 8 épisodes    | 45 - 50 minutes | - 16           | En attente                                    |
| Lessons in Chemistry               | Drame                            | 13 octobre 2023   | 1 saison, 8 épisodes    | 41 - 50 minutes | NC             | En attente                                    |
| Monarch: Legacy of Monsters        | Science fiction / Aventure       | 17 novembre 2023  | 1 saison, 10 épisode    | 60 minutes      | NC             | En attente                                    |
| Maîtres de l'air                   | Drame de guerre                  | 26 janvier 2024   | 1 saison, 9 épisodes    | 48 à 78 min     | NC             | Mini-série terminée                           |

#### Comédies
| Titre              | Genre                            | Première          | Saison(s) disponible(s) | Durée           | Âge           | Statut                               |
| Sorti en 2019      | Sorti en 2019                    | Sorti en 2019     | Sorti en 2019           | Sorti en 2019   | Sorti en 2019 | Sorti en 2019                        |
| ------------------ | -------------------------------- | ----------------- | ----------------------- | --------------- | ------------- | ------------------------------------ |
| Dickinson          | Comédie d'époque / poésie        | 1er novembre 2019 | 3 saisons, 30 épisodes  | 30 minutes      | - 12          | Série terminée                       |
| Sortis en 2020     |                                  |                   |                         |                 |               |                                      |
| Little America     | Comédie dramatique               | 17 janvier 2020   | 2 saisons, 16 épisodes  | 30 minutes      | - 12          | En attente                           |
| Mythic Quest       | Jeux vidéo / Entreprise / Sitcom | 7 février 2020    | 3 saisons, 30 épisodes  | 30 minutes      | - 12          | Renouvelée pour une quatrième saison |
| Trying             | Comédie parentale                | 1er mai 2020      | 3 saisons, 24 épisodes  | 30 minutes      | - 12          | Renouvelée pour une quatrième saison |
| Central Park       | Comédie musicale animée / Sitcom | 29 mai 2020       | 3 saisons, 39 épisodes  | 30 minutes      | Tout public   | En attente                           |
| Ted Lasso          | Comédie sportive                 | 14 août 2020      | 3 saisons, 34 épisodes  | 30 minutes      | Tout public   | Série terminée                       |
| Sortis en 2021     |                                  |                   |                         |                 |               |                                      |
| Physical           | Comédie dramatique               | 18 juin 2021      | 3 saisons, 30 épisodes  | 30 minutes      | - 16          | Série terminée                       |
| Schmigadoon!       | Comédie musicale                 | 16 juillet 2021   | 1 saison, 6 épisodes    | 30 minutes      | Tout public   | Saison 2 à partir du 7 avril 2023    |
| Mr. Corman         | Comédie dramatique               | 6 août 2021       | 1 saison, 10 épisodes   | 30 minutes      | - 12          | Série annulée                        |
| Acapulco           | Comédie                          | 8 octobre 2021    | 2 saisons, 20 épisodes  | 30 minutes      | - 10          | Renouvelée pour une troisième saison |
| Sortis en 2022     |                                  |                   |                         |                 |               |                                      |
| The Afterparty     | Comédie dramatique / Meurtre     | 28 janvier 2022   | 2 saison, 18 épisodes   | 30 - 45 minutes | - 12          | Série annulée                        |
| Loot               | Entreprise / Sitcom              | 24 juin 2022      | 1 saison, 10 épisodes   | 30 minutes      | - 10          | Renouvelée pour une deuxième saison  |
| Sorti en 2023      |                                  |                   |                         |                 |               |                                      |
| Shrinking          | Comédie dramatique               | 27 janvier 2023   | 1 saison, 10 épisodes   | 30 minutes      | - 12          | Renouvelée pour une deuxième saison  |
| The Big Door Prize | Comédie                          | 29 mars 2023      | 1 saison, 10 épisodes   | 29 à 35 minutes | Tout public   | Renouvelée pour une deuxième saison  |
| High Desert        | Comédie                          | 17 mai 2023       | 1 saison, 8 épisodes    | 25 à 37 minutes | Tout public   | Terminée                             |
| Platonic           | Comédie                          | 24 mai 2023       | 1 saison, 10 épisodes   | 27 à 32 minutes | Tout public   | En attente                           |
| Still Up           | Comédie / Romance                | 22 septembre 2023 | 1 saison, 8 épisodes    | 30 minutes      | Tout public   | En cours de diffusion                |

#### Enfants et famille
| Titre                                 | Genre                        | Première          | Saison(s) disponible(s) | Durée          | Statut                                                              |
| Sortis en 2019                        | Sortis en 2019               | Sortis en 2019    | Sortis en 2019          | Sortis en 2019 | Sortis en 2019                                                      |
| ------------------------------------- | ---------------------------- | ----------------- | ----------------------- | -------------- | ------------------------------------------------------------------- |
| Helpsters                             | Série de marionnettes        | 1er novembre 2019 | 3 saisons, 40 épisodes  | 25 minutes     | En attente                                                          |
| Le Secret de la Plume                 | Mystère familial             | 1er novembre 2019 | 3 saisons, 39 épisodes  | 25 minutes     | En attente                                                          |
| Snoopy dans l'espace                  | Animation / Peanuts          | 1er novembre 2019 | 2 saisons, 24 épisodes  | 10 minutes     | Série terminée                                                      |
| Sortis en 2020                        |                              |                   |                         |                |                                                                     |
| Fraggle Rock : Tous en Chœur !        | Série de marionnettes        | 12 mai 2020       | 1 saison, 6 épisodes    | 5 minutes      | Mini-série terminée                                                 |
| Les Helpsters à la rescousse          | Série de marionnettes        | 19 juin 2020      | 1 saison, 6 épisodes    | 2 minutes      | Mini-série terminée                                                 |
| Doug : le robot curieux               | Animation                    | 13 novembre 2020  | 2 saisons, 26 épisodes  | 25 minutes     | En attente                                                          |
| Eau-Paisible                          | Animation                    | 4 décembre 2020   | 2 saisons, 20 épisodes  | 25 minutes     | Nouveaux épisodes le 15 mars 2023. Saison 3 à partir du 19 mai 2023 |
| Sortis en 2021                        |                              |                   |                         |                |                                                                     |
| Le Snoopy Show                        | Animation / Peanuts          | 5 février 2021    | 3 saisons, 39 épisodes  | 20 minutes     | En attente                                                          |
| Wolfboy et la fabrique de l’étrange   | Animation                    | 24 septembre 2021 | 2 saisons, 20 épisodes  | 25 minutes     | En attente                                                          |
| Otis, à la rescousse !                | Animation / Aventure         | 8 octobre 2021    | 2 saisons, 18 épisodes  | 20 minutes     | En attente                                                          |
| Mission : adoption                    | Comédie familiale            | 15 octobre 2021   | 2 saisons, 16 épisodes  | 20 minutes     | En attente                                                          |
| Hello, Jack ! Un monde de gentillesse | Comédie familiale            | 5 novembre 2021   | 2 saisons, 17 épisodes  | 20 minutes     | En attente                                                          |
| Harriet l'espionne                    | Animation                    | 19 novembre 2021  | 2 saisons, 20 épisodes  | 20 minutes     |                                                                     |
| Sortis en 2022                        |                              |                   |                         |                |                                                                     |
| Super-Sourde                          | Animation                    | 7 janvier 2022    | 1 saison, 3 épisodes    | 25 minutes     | Mini-série terminée                                                 |
| Fraggle Rock : l'aventure continue    | Série de marionnettes        | 21 janvier 2022   | 1 saison, 14 épisodes   | 25 minutes     | En attente                                                          |
| Bretzel et les bébés chiens           | Animation / Chien            | 11 février 2022   | 1 saison, 9 épisodes    | 20 minutes     | Saison 2 à partir du 24 février 2023                                |
| Pomme de Pin et Poney                 | Animation                    | 8 avril 2022      | 1 saison, 8 épisodes    | 20 minutes     | Saison 2 à partir du 3 février 2023                                 |
| La petite ferme enchantée             | Comédie familiale            | 10 juin 2022      | 1 saison, 7 épisodes    | 25 minutes     | En attente                                                          |
| Plume et Duvet                        | Animation                    | 8 juillet 2022    | 1 saison, 8 épisodes    | 20 minutes     | En attente                                                          |
| Un pas à la fois                      | Comédie familiale            | 22 juillet 2022   | 1 saison, 10 épisodes   | 20 minutes     | En attente                                                          |
| Amber Brown                           | Comédie familiale            | 29 juillet 2022   | 1 saison, 10 épisodes   | 25 minutes     | En attente                                                          |
| Surfside Girls                        | Drame familial               | 19 août 2022      | 1 saison, 10 épisodes   | 25 minutes     | En attente                                                          |
| La vie selon Ella                     | Drame familial               | 2 septembre 2022  | 1 saison, 10 épisodes   | 25 minutes     | En attente                                                          |
| Le monde maxi de Sago Mini            | Animation                    | 16 septembre 2022 | 1 saison, 11 épisodes   | 20 minutes     | Nouveaux épisodes le 14 avril 2023                                  |
| Slumberkins : un monde tout doux      | Série de marionnettes        | 4 novembre 2022   | 1 saison, 8 épisodes    | 20 minutes     | En attente                                                          |
| Drôle de science                      | Science fiction / Anthologie | 11 novembre 2022  | 1 saison, 7 épisodes    | 25 minutes     | En attente                                                          |
| Poulette pipelette                    | Animation                    | 18 novembre 2022  | 1 saison, 9 épisodes    | 25 minutes     | En attente                                                          |
| Sorti en 2023                         |                              |                   |                         |                |                                                                     |
| L'île des formes                      | Animation                    | 20 janvier 2023   | 1 saison, 8 épisodes    | 25 minutes     | En attente                                                          |
| Eva la petite chouette                | Animation                    | 31 mars 2023      | NC                      | NC             | En attente                                                          |
| Jane                                  | Drame familial               | 14 avril 2023     | 1 saison, 10 épisodes   | NC             | En attente                                                          |
| Frog and Toad (titre anglais)         | Animation                    | 28 avril 2023     | NC                      | NC             | En attente                                                          |

#### Docus-séries
| Titre                                         | Genre                        | Première          | Saison(s) disponible(s) | Durée           | Âge            | Statut                               |
| Sortis en 2020                                | Sortis en 2020               | Sortis en 2020    | Sortis en 2020          | Sortis en 2020  | Sortis en 2020 | Sortis en 2020                       |
| --------------------------------------------- | ---------------------------- | ----------------- | ----------------------- | --------------- | -------------- | ------------------------------------ |
| Visible: Out on Television                    | LGBTQ+ / Télévision          | 14 février 2020   | 1 saison, 5 épisodes    | 50 - 70 minutes | - 12           | Mini-série terminée                  |
| Home                                          | Style de vie                 | 17 avril 2020     | 2 saisons, 19 épisodes  | 30 minutes      | Tout public    | En attente                           |
| Lettre à...                                   | Célébrités                   | 5 juin 2020       | 2 saisons, 19 épisodes  | 25 - 35 minutes | - 10           | En attente                           |
| Secrets de champions                          | Docu-série sportif           | 10 juillet 2020   | 2 saisons, 13 épisodes  | 5 - 7 minutes   | Tout public    | En attente                           |
| Long Way Up                                   | Voyage                       | 18 septembre 2020 | 1 saison, 11 épisodes   | 45 minutes      | Tout public    | Séries terminées                     |
| Tiny World                                    | Nature / Faune               | 2 octobre 2020    | 2 saisons, 12 épisodes  | 30 minutes      | Tout public    | Séries terminées                     |
| Becoming You                                  | Enfants                      | 13 novembre 2020  | 1 saison, 6 épisodes    | 40 minutes      | Tout public    | Mini-série terminée                  |
| Terre : Les Couleurs nocturnes                | Nature / Faune               | 4 décembre 2020   | 2 saisons, 12 épisodes  | 30 minutes      | Tout public    | Série terminée                       |
| Sortis en 2021                                |                              |                   |                         |                 |                |                                      |
| 1971 : The year that music changed everything | Musique / 1971               | 21 mai 2021       | 1 saison, 8 épisodes    | 45 minutes      | - 16           | Mini-séries terminées                |
| The Me You Can’t See                          | Santé mentale                | 21 mai 2021       | 1 saison, 6 épisodes    | 45 - 95 minutes | Tout public    | Mini-séries terminées                |
| Watch the Sound with Mark Ronson              | Musique / Technologie        | 30 juillet 2021   | 1 saison, 6 épisodes    | 30 minutes      | - 12           | Mini-séries terminées                |
| The Line                                      | Crime / SEAL                 | 19 novembre 2021  | 1 saison, 4 épisodes    | 55 minutes      | - 12           | Mini-séries terminées                |
| Sortis en 2022                                |                              |                   |                         |                 |                |                                      |
| Le dilemme Lincoln                            | Abraham Lincoln              | 18 février 2022   | 1 saison, 4 épisodes    | 55 minutes      | - 10           | Mini-séries terminées                |
| The Long Game : Bigger Than Basketball        | Makur Maker / Bascket-ball   | 22 avril 2022     | 1 saison, 5 épisodes    | 50 minutes      | - 10           | Mini-séries terminées                |
| They Call Me Magic                            | Earvin Johnson / Basket-ball | 22 avril 2022     | 1 saison, 4 épisodes    | 60 minutes      | - 12           | Mini-séries terminées                |
| Make or Break : au sommet des vagues          | World Surf League            | 29 avril 2022     | 1 saison, 7 épisodes    | 40 minutes      | - 10           | Saison 2 à partir du 17 février 2023 |
| Conn : la grande escroquerie                  | Docu-série juridique         | 6 mai 2022        | 1 saison, 4 épisodes    | 60 minutes      | - 12           | Mini-séries terminées                |
| Planète Préhistorique                         | Dinosaures                   | 23 mai 2022       | 1 saison, 5 épisodes    | 40 minutes      | Tout public    | Mini-séries terminées                |
| Gutsy                                         | Hillary et Chelsea Clinton   | 9 septembre 2022  | 1 saison, 8 épisodes    | 40 minutes      | - 10           | Mini-séries terminées                |
| Sorti en 2023                                 |                              |                   |                         |                 |                |                                      |
| Super League : La guerre du Football          | Super Ligue / Football       | 13 janvier 2023   | 1 saison, 4 épisodes    | 55 minutes      | - 10           | Mini-série terminée                  |
| The Reluctant Traveler                        | Voyage / Eugene Levy         | 24 février 2023   | 1 saison, 8 épisodes    | NC              | Tout public    | En attente                           |

#### Émissions

##### Débats / Talk-show
| Titre                            | Genre                | Première          | Saison(s) disponible(s) | Durée           | Âge           | Statut           |
| Sorti en 2019                    | Sorti en 2019        | Sorti en 2019     | Sorti en 2019           | Sorti en 2019   | Sorti en 2019 | Sorti en 2019    |
| -------------------------------- | -------------------- | ----------------- | ----------------------- | --------------- | ------------- | ---------------- |
| Oprah's Book Club                | Club de lecture      | 1er novembre 2019 | 1 saison, 14 épisodes   | 8 - 66 minutes  | Tout public   | Série terminée   |
| Sortis en 2020                   |                      |                   |                         |                 |               |                  |
| Oprah Winfrey : Parlons Covid-19 | Actualité / Covid-19 | 21 mars 2020      | 1 saison, 13 épisodes   | 15 - 45 minutes | Tout public   | Séries terminées |
| The Oprah Conversation           | Talk-show            | 14 août 2020      | 1 saison, 15 épisodes   | 35 - 75 minutes | Tout public   | Séries terminées |
| Sorti en 2021                    |                      |                   |                         |                 |               |                  |
| The Problem with Jon Stewart     | Talk-show / Comédie  | 30 septembre 2021 | 2 saisons, 11 épisodes  | 40 - 60 minutes | - 12          | En attente       |

##### Télé-crochet
| Titre              | Genre                  | Première      | Saison(s) disponible(s) | Durée         | Âge           | Statut        |
| Sorti en 2023      | Sorti en 2023          | Sorti en 2023 | Sorti en 2023           | Sorti en 2023 | Sorti en 2023 | Sorti en 2023 |
| ------------------ | ---------------------- | ------------- | ----------------------- | ------------- | ------------- | ------------- |
| My Kind of Country | Télé-crochet / Country | 24 mars 2023  | 1 saison, 8 épisodes    | NC            | NC            | En attente    |

##### Continuité
| Titre                                 | Genre                                 | Première sur Apple TV+                | Chaîne(s) d'origine(s)                | Saison(s) disponible(s)               | Durée                                 | Âge                                   | Statut                                |
| Première saison sur Apple TV+ en 2022 | Première saison sur Apple TV+ en 2022 | Première saison sur Apple TV+ en 2022 | Première saison sur Apple TV+ en 2022 | Première saison sur Apple TV+ en 2022 | Première saison sur Apple TV+ en 2022 | Première saison sur Apple TV+ en 2022 | Première saison sur Apple TV+ en 2022 |
| ------------------------------------- | ------------------------------------- | ------------------------------------- | ------------------------------------- | ------------------------------------- | ------------------------------------- | ------------------------------------- | ------------------------------------- |
| Carpool Karaoke : la série            | Télé-réalité / Musique                | 28 mai 2022 (saison 5)                | Apple Music / Apple TV                | 5 saisons, 66 épisodes                | 15 minutes                            | - 12                                  | En attente                            |

### Films originaux

#### Drames
| Titre                                       | Genre                                | Première sur Apple TV+ | Durée         | Langue(s)     | Âge           |
| Sorti en 2019                               | Sorti en 2019                        | Sorti en 2019          | Sorti en 2019 | Sorti en 2019 | Sorti en 2019 |
| ------------------------------------------- | ------------------------------------ | ---------------------- | ------------- | ------------- | ------------- |
| Hala                                        | Adolescence                          | 6 décembre 2019        | 93 minutes    | Anglais       | Tout public   |
| Sortis en 2020                              |                                      |                        |               |               |               |
| The Banker                                  | Ségrégation / Finance                | 20 mars 2020           | 120 minutes   | Anglais       | Tout public   |
| USS Greyhound : La Bataille de l'Atlantique | Film de guerre                       | 10 juillet 2020        | 91 minutes    | Anglais       | Tout public   |
| Sortis en 2021                              |                                      |                        |               |               |               |
| Palmer                                      | Sortie de prison / Famille           | 29 janvier 2021        | 110 minutes   | Anglais       | Tout public   |
| Cherry                                      | Guerre d'Irak / Addiction (opioïdes) | 12 mars 2021           | 140 minutes   | Anglais       | - 16          |
| CODA                                        | Drame                                | 13 août 2021           | 112 minutes   | Anglais / ASL | Tout public   |
| Finch                                       | Science-fiction / Aventure           | 5 novembre 2021        | 115 minutes   | Anglais       | Tout public   |
| Swan Song                                   | Drame / Science-fiction              | 17 décembre 2021       | 111 minutes   | Anglais       | - 10          |
| Sortis en 2022                              |                                      |                        |               |               |               |
| Macbeth                                     | Drame / Théâtre                      | 14 janvier 2022        | 105 minutes   | Anglais       | - 12          |
| The Sky Is Everywhere                       | Drame                                | 11 février 2022        | 103 minutes   | Anglais       | - 12          |
| The Greatest Beer Run Ever                  | Comédie dramatique                   | 30 septembre 2022      | 126 minutes   | Anglais       | - 12          |
| Raymond & Ray                               | Comédie dramatique                   | 21 octobre 2022        | 105 minutes   | Anglais       | - 12          |
| Causeway                                    | Drame                                | 4 novembre 2022        | 94 minutes    | Anglais       | - 10          |
| Emancipation                                | Action / Esclavagisme                | 9 décembre 2022        | 132 minutes   | Anglais       | - 16          |
| Sorti en 2023                               |                                      |                        |               |               |               |
| Sharper                                     | Drame                                | 17 février 2023        | 116 minutes   | Anglais       | - 12          |
| Tetris                                      | Biographie / Drame                   | 31 mars 2023           | 118 minutes   | Anglais       | - 12          |
| Ghosted                                     | Romance / Action / Aventure          | 21 avril 2023          | 116 minutes   | Anglais       | - 12          |
| The Beanie Bubble                           | Comédie / Drame                      | 28 juillet 2023        | 110 minutes   | Anglais       | - 10          |
| Fingernails                                 | Science-fiction / Romance            | 3 novembre 2023        | 113 minutes   | Anglais       | - 12          |
| Sorti en 2024                               |                                      |                        |               |               |               |
| Napoléon                                    | Film historique                      | 9 janvier 2024         | 157 minutes   | Anglais       |               |
| Wolfs                                       | Thriller / Comédie                   | 27 septembre 2024      | 108 minutes   | Anglais       |               |

#### Comédie
| Titre                           | Genre                    | Première sur Apple TV+ | Durée         | Langue        | Âge           |
| Sorti en 2020                   | Sorti en 2020            | Sorti en 2020          | Sorti en 2020 | Sorti en 2020 | Sorti en 2020 |
| ------------------------------- | ------------------------ | ---------------------- | ------------- | ------------- | ------------- |
| On the Rocks                    | Comédie dramatique       | 23 octobre 2020        | 96 minutes    | Anglais       | Tout public   |
| Sorti en 2021                   |                          |                        |               |               |               |
| Come From Away (version filmée) | Comédie musicale / Drame | 10 septembre 2021      | 106 minutes   | Anglais       | Tout public   |
| Sorti en 2022                   |                          |                        |               |               |               |
| Cha Cha Real Smooth             | Comédie dramatique       | 17 juin 2022           | 108 minutes   | Anglais       | - 12          |
| Spirited                        | Comédie musicale / Noël  | 18 novembre 2022       | 127 minutes   | Anglais       | - 10          |
| Sorti en 2023                   |                          |                        |               |               |               |
| Flora and Son                   | Comédie musicale / Drame | 29 septembre 2023      | 94 minutes    | Anglais       | - 12          |
| The Family Plan                 | Action / Comédie         | 15 décembre 2023       | 118 minutes   | Anglais       | - 10          |

#### Documentaires
| Titre                                                | Genre                            | Première sur Apple TV+ | Durée         | Langue(s)     | Âge           |
| Sorti en 2019                                        | Sorti en 2019                    | Sorti en 2019          | Sorti en 2019 | Sorti en 2019 | Sorti en 2019 |
| ---------------------------------------------------- | -------------------------------- | ---------------------- | ------------- | ------------- | ------------- |
| The Elephant Mother                                  | Éléphants / Nature               | 1er novembre 2019      | 96 minutes    | Anglais       | Tout public   |
| Sortis en 2020                                       |                                  |                        |               |               |               |
| Beastie Boys Story                                   | Musique / Beastie Boys           | 24 avril 2020          | 119 minutes   | Anglais       | - 12          |
| Dads                                                 | Fête des pères                   | 19 juin 2020           | 80 minutes    | Anglais       | Tout public   |
| Boys State (en)                                      | Grandes écoles / Politique       | 14 août 2020           | 109 minutes   | Anglais       | Tout public   |
| Bruce Springsteen : Letter to You                    | Musique / Bruce Springsteen      | 23 octobre 2020        | 90 minutes    | Anglais       | Tout public   |
| Boules de feu : depuis la nuit des temps             | Espace / Météorites              | 13 novembre 2020       | 97 minutes    | Anglais       | Tout public   |
| Sortis en 2021                                       |                                  |                        |               |               |               |
| Billie Eilish : The World’s A Little Blurry          | Musique / Billie Eilish          | 26 février 2021        | 140 minutes   | Anglais       | - 12          |
| Qui es-tu, Charlie Brown ?                           | Charles M. Schulz / Peanuts      | 25 juin 2021           | 54 minutes    | Anglais       | Tout public   |
| Sous la surface                                      | Océan / Baleine                  | 25 juin 2021           | 86 minutes    | Anglais       | Tout public   |
| 11 septembre : dans la cellule de crise du Président | Attentats du 11 septembre 2001   | 1er septembre 2021     | 90 minutes    | Anglais       | Tout public   |
| The Velvet Underground                               | Musique / The Velvet Underground | 15 octobre 2021        | 120 minutes   | Anglais       | - 16          |
| La bataille de Noël                                  | Noël / Décorations de Noël       | 26 novembre 2021       | 91 minutes    | Anglais       | - 10          |
| Sortis en 2022                                       |                                  |                        |               |               |               |
| Sidney Poitier : son héritage                        | Sidney Poitier / Biopic          | 23 septembre 2022      | 111 minutes   | Anglais       | - 10          |
| Louis Armstrong's Black & Blues                      | Louis Armstrong / Biopic         | 28 octobre 2022        | 106 minutes   | Anglais       | - 10          |
| Selena Gomez : My Mind & Me                          | Selena Gomez / Biopic            | 4 novembre 2022        | 95 minutes    | Anglais       | - 10          |

#### Animation
| Titre          | Genre              | Première sur Apple TV+         | Durée         | Langue(s)     | Âge           |
| Sorti en 2020  | Sorti en 2020      | Sorti en 2020                  | Sorti en 2020 | Sorti en 2020 | Sorti en 2020 |
| -------------- | ------------------ | ------------------------------ | ------------- | ------------- | ------------- |
| Le peuple loup | Aventure / Fantasy | 11 décembre 2020 (hors France) | 103 minutes   | Anglais       | Tout public   |
| Sorti en 2022  |                    |                                |               |               |               |
| Luck           | Fantasy            | 5 août 2022                    | 105 minutes   | Anglais       | Tout public   |

### Autres originaux

#### Productions spéciales
| Titre                                      | Genre                     | Première sur Apple TV+ | Durée         | Langue(s)     | Âge           |
| Sorti en 2020                              | Sorti en 2020             | Sorti en 2020          | Sorti en 2020 | Sorti en 2020 | Sorti en 2020 |
| ------------------------------------------ | ------------------------- | ---------------------- | ------------- | ------------- | ------------- |
| Mariah Carey's : Magical Christmas Special | Noël / Mariah Carey       | 4 décembre 2020        | 43 minutes    | Anglais       | Tout public   |
| Sorti en 2021                              |                           |                        |               |               |               |
| L'Année où la Terre a changé               | Confinement 2020 / Nature | 16 avril 2021          | 48 minutes    | Anglais       | Tout public   |
| Mariah’s Christmas : The Magic Continues   | Noël / Mariah Carey       | 3 décembre 2021        | 18 minutes    | Anglais       | Tout public   |

#### Courts-métrages d'animation
| Titre                                                         | Genre                        | Première sur Apple TV+ | Langue(s)     | Durée         |
| Sorti en 2020                                                 | Sorti en 2020                | Sorti en 2020          | Sorti en 2020 | Sorti en 2020 |
| ------------------------------------------------------------- | ---------------------------- | ---------------------- | ------------- | ------------- |
| Nous sommes là : notes concernant la vie sur la planète Terre | Animation / Jour de la Terre | 17 avril 2020          | Anglais       | 36 minutes    |
| Sortis en 2021                                                |                              |                        |               |               |
| Blush                                                         | Animation / Science fiction  | 1er octobre 2021       | Anglais       | 10 minutes    |
| Snoopy présente : Le nouvel an de Lucy                        | Animation / Peanuts          | 10 décembre 2021       | Anglais       | 38 minutes    |
| Sorti en 2022                                                 |                              |                        |               |               |
| Snoopy présente : Chaque geste compte, Charlie Brown          | Animation / Peanuts          | 15 avril 2022          | Anglais       | 38 minutes    |
| Snoopy présente : bonne fête Maman (et Papa) !                | Animation / Peanuts          | 6 mai 2022             | Anglais       | 38 minutes    |
| Snoopy présente : L'école selon Lucy                          | Animation / Peanuts          | 12 août 2022           | Anglais       | 38 minutes    |
| L'Enfant, la Taupe, le Renard et le Cheval                    | Animation                    | 25 décembre 2022       | Anglais       | 34 minutes    |

## Podcasts

Logo d'Apple Podcasts

Depuis 2021, Apple TV+ propose des podcasts originaux sur Apple Podcasts, ce sont soit des podcasts dérivés ou complémentaires de certaines séries originales, soit des podcasts inédits, cependant ils ne sont disponibles qu'en anglais.

## Sports
Depuis 2022, Apple TV+ possède des droits de diffusions de sports d'Amérique du Nord,.

### Baseball (MLB)

#### Matchs
| Saison 2022 - 2022 Major League Baseball season | Saison 2022 - 2022 Major League Baseball season | Saison 2022 - 2022 Major League Baseball season | Saison 2022 - 2022 Major League Baseball season | Saison 2022 - 2022 Major League Baseball season     |
| Nombre de matchs                                | Jour de diffusion                               | Période de diffusion                            | Pays de diffusion | Autres informations                                 |
| ----------------------------------------------- | ----------------------------------------------- | ----------------------------------------------- | --- | --------------------------------------------------- |
| 2 par semaine durant la saison régulière        | Vendredi                                        | 8 avril - non communiqué                        | Depuis avril 2022 : États-Unis, Canada, Australie, Brésil, Japon, Mexique, Porto Rico, Corée du Sud et Royaume-Uni Depuis août 2022 : Colombie, République Dominicaine, Allemagne et Italie | Diffusés sur All MLB, All Day aux USA et au Canada. |

#### Autres programmes
| Saison 2022 - 2022 Major League Baseball season | Saison 2022 - 2022 Major League Baseball season | Saison 2022 - 2022 Major League Baseball season | Saison 2022 - 2022 Major League Baseball season                                                             | Saison 2022 - 2022 Major League Baseball season | Saison 2022 - 2022 Major League Baseball season     |
| Titre                                           | Catégorie                                       | Jour (s) / Période (s) de diffusion             | Contenu | Pays de diffusion | Autres informations                                 |
| ----------------------------------------------- | ----------------------------------------------- | ----------------------------------------------- | --- | --- | --------------------------------------------------- |
| Friday Night Baseball                           | Émission                                        | Vendredi avant et après les matchs              | Analyse de match avec des intervenants.                                                                     | Depuis avril 2022 : États-Unis, Canada, Australie, Brésil, Japon, Mexique, Porto Rico, Corée du Sud et Royaume-Uni Depuis août 2022 : Colombie, République Dominicaine, Allemagne et Italie | Diffusés sur All MLB, All Day aux USA et au Canada. |
| Countdown to First Pitch                        | Émission                                        | Le jeudi                                        | Analyse et prédiction des matchs du week-end.                                                               | Depuis avril 2022 :États-Unis et Canada | Diffusés sur All MLB, All Day aux USA et au Canada. |
| MLB Big Inning                                  | Émission                                        | Du lundi au vendredi le soir                    | Temps forts et analyse des matchs.                                                                          | Depuis avril 2022 :États-Unis et Canada | Diffusés sur All MLB, All Day aux USA et au Canada. |
| MLB Daily Recap                                 | Émission                                        | Du lundi au vendredi le matin                   | Actualité de la ligue.                                                                                      | Depuis avril 2022 :États-Unis et Canada | Diffusés sur All MLB, All Day aux USA et au Canada. |
| All MLB, All Day                                | Chaîne en streaming                             | 24 heures sur 24 et 7 jours sur 7               | Rediffusions de matchs, de matchs d’anthologie, actualités de la ligue, temps forts des matchs et analyses. | Depuis avril 2022 :États-Unis et Canada | Inclus des programmes non originaux.                |

### Football / Soccer (MLS)
Les programmes qui seront diffusés concernant la MLS n'ont pas encore été communiqués.

## Programmation originale à venir
NC signifie Non Communiqué 
Les titres en version française ou québécoise peuvent être différents de la version originale.

### Séries originales

#### Confirmés par Apple
Sources :
- (en) Apple TV+ Press
- Communiqué de presse "Les services d’Apple enrichissent notre quotidien tout au long de l’année" sur la page Newsroom d'Apple France

| Titre (original ou français si dévoilé)                               | Genre                             | Première                     | Saison(s) prévu(s)                | Durée moyenne                |
| Premières non annoncées (NC)                                          | Premières non annoncées (NC)      | Premières non annoncées (NC) | Premières non annoncées (NC)      | Premières non annoncées (NC) |
| --------------------------------------------------------------------- | --------------------------------- | ---------------------------- | --------------------------------- | ---------------------------- |
| Bad Monkey                                                            | Drame                             | NC                           | 1 saison, 10 épisodes             | NC                           |
| Constellation                                                         | Thriller                          | NC                           | NC                                | NC                           |
| Criminal Record                                                       | Thriller criminel                 | NC                           | 1 saison, 8 épisodes              | 60 minutes                   |
| Dark Matter (adaptation du livre de Blake Crouch)                     | Science fiction                   | NC                           | 1 saison, 9 épisodes              | NC                           |
| Disclaimer                                                            | Suspense                          | NC                           | NC                                | NC                           |
| Hedy Lamarr                                                           | Boipic                            | NC                           | 1 saison, 8 épisodes / Mini-série | NC                           |
| Lady in the Lake                                                      | Drame                             | NC                           | NC / Mini-série                   | NC                           |
| Land of Women                                                         | Comédie dramatique                | NC                           | 1 saison, 6 épisodes              | NC                           |
| Las Azules                                                            | Drame                             | NC                           | 1 saison, 10 épisodes             | 60 minutes                   |
| Manhunt                                                               | Docu-série / Crime                | NC                           | NC / Mini-série                   | NC                           |
| Metropolis                                                            | Science-fiction                   | NC                           | NC / Mini-série                   | NC                           |
| Midnight Family (adaptation du documentaire du même nom)              | Drame médical                     | NC                           | 1 saison, 10 épisodes             | NC                           |
| Mme. American Pie                                                     | Comédie                           | NC                           | 1 saison, 10 épisodes             | NC                           |
| Omnivore                                                              | Docu-série                        | NC                           | 1 saison, 8 épisodes              | 60 minutes                   |
| Presumed Innocent                                                     | Drame                             | NC                           | 1 saison, 8 épisodes / Mini-série | NC                           |
| Sugar                                                                 | Drame / Science-fiction           | NC                           | NC                                | NC                           |
| Sunny                                                                 | Drame                             | NC                           | 1 saison, 10 épisodes             | 30 minutes                   |
| The Big Cigar                                                         | Drame                             | NC                           | 1 saison, 6 épisodes / Mini-série | NC                           |
| The Buccaneers                                                        | Drame                             | NC                           | 1 saison, 8 épisodes              | 60 minutes                   |
| The Changeling                                                        | Drame / Horreur                   | NC                           | NC                                | NC                           |
| The Dynasty                                                           | Docu-série / New England Patriots | NC                           | 1 saison, 10 épisodes             | NC                           |
| The New Look                                                          | Drame / Mode                      | NC                           | NC                                | NC                           |
| The Supermodels                                                       | Docu-série / Mode                 | NC                           | NC                                | NC                           |
| The White Darkness                                                    | Drame                             | NC                           | NC / Mini-série                   | NC                           |
| Yo Gabba Gabba! (reboot)                                              | Jeunesse                          | NC                           | 1 saison, 20 épisodes             | NC                           |
| Séries sans titre                                                     |                                   |                              |                                   |                              |
| Série avec Noel Fielding                                              | Comédie                           | NC                           | NC                                | NC                           |
| Série avec Michael Douglas sur Benjamin Franklin                      | Histoire / Benjamin Franklin      | NC                           | NC / Mini-série                   | NC                           |
| Série de la société Team Downey (de Robert Downey Jr) et Adam Perlman | Drame                             | NC                           | NC                                | NC                           |
| Série sur le MonsterVerse                                             | Science fiction                   | NC                           | NC                                | NC                           |

#### Autres
Séries commandées ou en cours de développement, dont des informations ont été révélés. Il est possible que certains programmes soient modifiés ou abandonnés, et que les dates et la durée soient changés.
| Titre (original ou français si dévoilé)                          | Genre                        | Première | Saison(s) prévu(s)                | Durée moyenne |
| ---------------------------------------------------------------- | ---------------------------- | -------- | --------------------------------- | ------------- |
| A la recherche de Wondla (adaptation des livres)                 | Animation / Jeunesse         | NC       | 2 saisons                         | NC            |
| Bandits du temps                                                 | Fantaisie                    | NC       | NC                                | NC            |
| Chief of War                                                     | Drame historique             | NC       | 1 saison, 8 épisodes / Mini-série | NC            |
| Earthsound                                                       | Docu-série (axé sur l'audio) | NC       | 1 saison, 12 épisodes             | 30 minutes    |
| El Gato Negro                                                    | Drame                        | NC       | NC                                | NC            |
| Les Aventures de Crash Bandicoot                                 | Animation                    | NC       | NC                                | NC            |
| My Ex-Life                                                       | Drame                        | NC       | NC                                | NC            |
| Spyro le Dragon : le guide de la chasse au trésor                | Animation                    | NC       | NC                                | NC            |
| Strange Planet (Adaptation du webcomic éponyme de Nathan Pyle),  | Animation pour adulte        | NC       | 1 saison, 10 épisodes             | NC            |
| The Gong Show (Adaptation de Confessions d’un homme dangereux)   | Drame                        | NC       | NC                                | NC            |
| The Guru                                                         | Drame                        | NC       | NC                                | NC            |
| The Jet,                                                         | Docu-série / Crimes          | NC       | 1 saison, 4 épisodes / Mini-série | NC            |
| Séries sans titre                                                |                              |          |                                   |               |
| Adaptation du livre "The Custom of the Country" de Sofia Coppola | Drame                        | NC       | NC                                | NC            |
| Adaptation du livre "Losing Earth" de Nathaniel Rich             | Docu-série                   | NC       | NC                                | NC            |
| Série avec Damien Chazelle                                       | Drame                        | NC       | NC                                | 60 minutes    |
| Série avec Sharon Horgan                                         | Comédie dramatique           | NC       | 1 saison, 10 épisodes             | NC            |
| Série avec Justin Timberlake                                     | Drame                        | NC       | NC                                | NC            |
| Série de Ramy Youssef / Stephen Way                              | Comédie dramatique           | NC       | NC                                | NC            |
| Série de Colleen McGuinness                                      | Comédie                      | NC       | NC                                | NC            |
| Série de Cartoon Saloon                                          | Animation                    | NC       | 1 saison, 12 épisodes             | 30 minutes    |
| Série sur Carlos Ghosn                                           | Docu-série                   | NC       | 4 épisodes / Mini-série           | NC            |
| Série sur Satchel Paige et à la Negro League Baseball            | Docu-série                   | NC       | NC                                | NC            |

### Films originaux

#### Confirmés par Apple
Sources :
- (en) Apple TV+ Press

- Communiqué de presse "Les services d’Apple enrichissent notre quotidien tout au long de l’année" sur la page Newsroom d'Apple France

| Titre (original ou français si dévoilé)                             | Genre                     | Première sur Apple TV+       |
| Premières en 2023                                                   | Premières en 2023         | Premières en 2023            |
| ------------------------------------------------------------------- | ------------------------- | ---------------------------- |
| Argylle                                                             | Espionnage                | En 2023                      |
| Killers of the Flower Moon                                          | Drame historique          | En 2023 (Festival de Cannes) |
| Premières en 2025                                                   |                           |                              |
| The Gorge                                                           | Action / Romance / Survie | 14 février 2025              |
| F1 avec Brad Pitt sur la Formule 1                                  | Thriller                  | 2025                         |
| Premières non annoncées (NC)                                        |                           |                              |
| Bad Blood                                                           | Drame / Biopic            | NC                           |
| Bride                                                               | Drame                     | NC                           |
| Carrie and Me                                                       | Biographie                | NC                           |
| Dolly                                                               | Science-fiction / Drame   | NC                           |
| Number One on the Call Sheet : Black Leading Men in Hollywood       | Documentaire              | NC                           |
| Number One on the Call Sheet : Black Leading Women in Hollywood     | Documentaire              | NC                           |
| To the Moon (avec Scarlett Johansson)                               | Drame                     | NC                           |
| Snow Blind                                                          | Thriller                  | NC                           |
| Films sans titre                                                    |                           |                              |
| Adaptation des mémoires de Judy Heumann sur la vie de Being Heumann | Documentaire              | NC                           |
| Biopic sur la vie d'Audrey Hepburn                                  | Documentaire / Biopic     | NC                           |
| Documentaire sur la vie de Sue Mengers                              | Documentaire / Biopic     | NC                           |
| Documentaire sur Lewis Hamilton                                     | Documentaire              | NC                           |
| Film de Davis Guggenheim sur la vie de Michael J. Fox               | Biopic                    | NC                           |

#### Autres
Films commandés ou en cours de développement, dont des informations ont été révélés. Il est possible que certains programmes soient modifiés ou abandonnés, et que les dates soient changés.
| Titre (original ou français si dévoilé)                                      | Genre                                | Première sur Apple TV+       |
| Premières non annoncées (NC)                                                 | Premières non annoncées (NC)         | Premières non annoncées (NC) |
| ---------------------------------------------------------------------------- | ------------------------------------ | ---------------------------- |
| Being Heumann                                                                | Drame                                | NC                           |
| Fingernails                                                                  | Science-fiction / Romance            | NC                           |
| Spellbound                                                                   | Animation                            | NC                           |
| The Wager (adaptation de The Wager: A Tale of Shipwreck, Mutiny, and Murder) | Drame                                | NC                           |
| Films sans titre                                                             |                                      |                              |
| Biopic dédié à Oprah Winfrey (en deux parties)                               | Biopic                               | NC                           |
| Film avec Andy Samberg                                                       | Science-fiction / Comédie dramatique | NC                           |
| Film avec Idris Elba et Simon Kinberg                                        | Espionnage / romance                 | NC                           |